# Yokohama (hønserace)
Yokohama er en hønserace, der stammer fra Japan.
Hanen vejer 1,75-2 kg og hønen vejer 1-1,5 kg. De lægger rødgule til gule æg à 45-50 gram. Racen findes også i dværgform.

## Farvevariationer
- Hvid rødtegnet
- Hvid